# Craibella phuyensis
Craibella phuyensis là loài thực vật có hoa thuộc họ Na. Loài này được R.M.K.Saunders, Y.C.F.Su & Chalermglin mô tả khoa học đầu tiên năm 2004.